# گل‌دودی سوزنی‌برگ
گل‌دودی سوزنی‌برگ (نام علمی: Conospermum acerosum) نام یک گونه از سرده گل‌دودی است.